# Сёнмез, Фикри
Фикри Сёнмез (тур. Fikri Sönmez; 1938, Орду — 4 мая 1985, Амасья) — мэр округа Фатса в провинции Орду. В 1980 году смещён со своей должности во время военной операции, так как имел в районе «сепаратистское» и «социалистическое» народное правительство.

## Молодость
Родился в бедной деревенской семье. Сразу после окончания начальной школы начал работать.
В 60-х стал членом Рабочей партии Турции. Принимал активное участие в деятельности Федерации революционной молодёжи Турции, наиболее значительной и эффективной политической молодёжной организацией турецкого движения 60-х. В политических дискуссиях стоял на стороне Народно-освободительной Партии-Фронта Турции, организованной и руководимой Махиром Чаяном. После военного переворота 12 марта 1971 г. был арестован и два года провел в тюрьме, но был оправдан. После освобождения из тюрьмы, начал политическую деятельность в провинциях на черноморском побережье — Гиресун, Самсун, Орду.

## Мэр
В 1979 г. стал третьим претендентом на выборах мэра в округе Фатса и получил 62 % голосов. В качестве мэра изменил структуру районной администрации и организовал народные советы, как органы самоуправления местных жителей. Целью создания советов было не только активное вовлечение местных жителей в политическую жизнь, но и организация общественного контроля над районными службами. Каждый второй месяц проходило Народное Собрание (тур. Fatsa Halk Şenliği), где обсуждалась не только политика муниципальных органов власти, но и социальные проблемы района, такие как алкоголизм, азартные игры, насилие в отношении женщин и т. д. На этих встречах также можно было отозвать должностных лиц с занимаемых ими постов.
Это самоуправление стало символом для левых организации Турции, но вызывало недовольство со стороны консервативных и правых политических деятелей, таких как бывший премьер-министр Сулейман Демирель и резкую критику в СМИ.

## Конец самоуправления
11 июля 1980 г., несмотря на протесты со стороны местных организаций из других политических партий, самоуправление было прекращено проведением вооружёнными силами Турции операции «Точка». В операции принимают участие не только вооружённые силы, но и члены правоэкстремистских организаций. Сёнмез был арестован и подвергся пыткам.
В последующие годы находился в тюрьме. Из-за пыток и тяжелых условий содержания его здоровье постоянно ухудшалось и он скончался 4 мая 1985 г. от сердечной недостаточности.